# 犬夜叉 (アニメ)
『犬夜叉』（いぬやしゃ）は、高橋留美子による漫画『犬夜叉』のアニメ化作品群。

## テレビアニメ
本作品は、2000年から『犬夜叉』というタイトルで、2009年から『犬夜叉 完結編』というタイトルで、テレビアニメ化されている。以降、前者を「無印」、後者を「完結編」と呼ぶ。

### 無印
原作単行本第1巻から第36巻までをベースとし、読売テレビを制作局として日本テレビ系列にて2000年10月16日から2004年9月13日まで4年間放送された。放送時間は毎週月曜19:00 - 19:30（JST）。全167話。改変時期の特番放送のため、前番組『金田一少年の事件簿』終了（2000年9月11日）から一カ月以上空いてスタートしている。また、テレビ宮崎（フジテレビ系列・日本テレビ系列およびテレビ朝日系列トリプルネット局）でも劇場版のみ放送されたことがある。また、一時期のみ琉球放送（TBS系列）でも月曜 16:25 - 16:55に遅れネットされていたことがある。
これまで『うる星やつら』、『めぞん一刻』、『らんま1/2』など高橋留美子原作のアニメ作品の製作を担当していたキティ・フィルムがアニメ事業から撤退したため、今作はサンライズ（現・バンダイナムコフィルムワークス）が担当することとなった（『境界のRINNE』はブレインズ・ベース制作）。
出演声優が前作『らんま1/2』においてレギュラー、脇役、チョイ役などで出演していた声優陣が数多く出演しており、前作の主人公、早乙女乱馬を演じた山口勝平は、原作者である高橋留美子の希望により、今作でも引き続き主人公の犬夜叉を演じることとなった。また、『らんま』でヒロインの天道あかねを演じた日髙のり子も、ヒロインのひとりである桔梗を演じている。
アニメ化にあたっては、放送コードに触れる残虐な描写を変更するなどの処置が取られた。首から上のない落ち武者の死体があるシーンや顔がもぎ取られるシーンなどは直接映らないようにシルエット処理で済ませた他、やむを得ず放送コードに触れるシーンを登場させる際にはフォローのセリフを入れるなどの処置が取られた。放送コードに触れる描写が多い桃源郷（桃果人）の話にいたっては映像化が後回しにされ、珊瑚の登場がこの話よりも先になった。また、女性キャラクターの乳首が映る描写などは削除された。
日本国外では、アメリカ・カナダでは高橋原作アニメとしては初めて全国規模で放送された。本来は暴力的な内容に分類されるが、残虐行為を受けるのがモンスターであるため、スリラーであるとして放送コードをクリアしている。ただ、部分的に放送できない所は各国で独自に修正されている。このほか、南米、アジア、中東、東欧諸国での放送が確認されている。
ほとんどのアニメ作品がセル画からデジタル彩色へ交替していく真っ只中に制作された作品ということもあり、本作の制作方式もオープニングは第3期より、エンディングは第4期より、そして本編は第99話（2003年2月3日放送）より、随時デジタルに移行している。本作はその移行が他のアニメと比べて特に遅く、ほとんどの作品が2002年までにデジタル化しており、本作以降にセル画を使用したアニメは『アストロボーイ・鉄腕アトム』（2003年 - 2004年放送）と『サザエさん』（2013年に移行）のみという状況だった。
番組本編前に流されるアイキャッチ（クロスプログラム）ではタイトルの前に「戦国御伽草子」という枕詞のようなものが付けられていた。エンディングクレジットの後に、2000年10月から2002年12月まで、「犬夜叉のツボ」と題した毎週1人ずつ（2人の時もあった）キャラクターを紹介するミニコーナーが行われていた。さらに、2003年1月から最終回まで、井戸の枠の中のキャラクター（モザイク付き）当てがその後にあった。
アニメが原作に追い付き、オリジナルストーリーによる継続の限界により、原作単行本第36巻の第8話を最終回として放送終了。アニメプロデューサーの諏訪道彦は自身のブログで、「（アニメ無印は）原作の途中で、無理のある終わり方だった。視聴者のみんなから何百というたくさんのコメントが寄せられた。もう一度、放送を再開してほしい、中途半端なので放送を続けてほしい」という意見が多く寄せられたと述べている。続きは4年後に原作が完結したのち『犬夜叉 完結編』にて描かれることになる。総話数167話は放送終了当時はサンライズ製作の単一タイトルでは首位だったが、2007年7月に『ケロロ軍曹』に首位の座を明け渡した。
キャッチコピーは「ふたりなら、戦える。ふたりなら、守れる。」。2002・2003年に「東京アニメアワード」の優秀作品賞に選ばれている。また、2004・2005年に、米国のコミック・マンガ業界情報のICV2により、商品賞（Property of the year）に選ばれた。これは、TVシリーズと3本の映画のDVD販売好調が理由であった。

#### キャスト
- 犬夜叉 - 山口勝平
- 日暮かごめ - ゆきのさつき
- 弥勒 - 辻谷耕史
- 珊瑚 - 桑島法子
- 七宝 - 渡辺久美子
- 冥加 - 緒方賢一
- 桔梗 - 日髙のり子
- 殺生丸 - 成田剣
- 奈落 - 森川智之 、家中宏

#### スタッフ
- 企画 - 諏訪道彦、植田益朗
- 原作 - 高橋留美子
- 監督 - 池田成（第1話 - 第44話） → 青木康直（第45話 - 第167話）
- シリーズ構成 - 隅沢克之（第45話 - 第167話）
- キャラクターデザイン - 菱沼義仁
- 妖怪デザイン - 沙倉拓実
- 美術監督 - 池田繁美
- 音響監督 - 鶴岡陽太
- 撮影監督 - 伊藤久美子、大神洋一
- 色彩設計 - 佐藤美由紀
- 編集 - 鶴渕友彰
- 音楽 - 和田薫
- 原案協力 - 週刊少年サンデー編集部
- プロデューサー - 諏訪道彦、富岡秀行
- 制作 - よみうりテレビ、サンライズ

#### 主題歌・挿入歌
本作の主題歌はいずれも起用時点でエイベックスグループ所属のアーティストが担当している。これは後番組の『ブラック・ジャック』も同じであり、劇場版や『完結篇』でも踏襲されている。ネット配信では権利関係の都合か当時ジャニーズだったメンバーが歌った主題歌はオープニングは「半妖 犬夜叉」、エンディングは「想いの果てに」と劇伴に差し替えられている。
オープニング
「CHANGE THE WORLD」（第1話 - 第34話）
作詞 - Rie Matsumoto / 作曲 - Miki Watanabe / 編曲 - Keiichi Ueno / 歌 - V6
第147話・第148話「めぐり逢う前の運命恋歌（さだめのこいうた）」ではエンディングとして使用。
「I am」（第35話 - 第64話）
作詞・歌 - hitomi / 作曲 - Masato Kitano / 編曲 - Zentaro Watanabe
「終わりない夢」（第65話 - 第95話）
作詞・歌 - 相川七瀬 / 作曲 - Hiroshi Shibasaki / 編曲 - KANAME
「Grip!」（第96話 - 第127話）
作詞 - Kaori Mochida / 作曲 - Kazuhiro Hara / 編曲 - HΛL / 歌 - Every Little Thing
「One Day, One Dream」（第128話 - 第153話）
作詞 - Hideyuki Obata / 作曲 - Kei Yoshikawa / 編曲 - CHOKKAKU / 歌 - タッキー&翼
「ANGELUS -アンジェラス-」（第154話 - 第167話）
作詞 - BOUNCEBACK / 作曲 - BULGE / 編曲 - Yasuaki Maeshima / 歌 - 島谷ひとみ

エンディング
「My will」（第1話 - 第20話）
作詞 - Mai Matsumuro / 作曲 - Yasuo Ohtani / 編曲 - Keisuke Kikuchi / 歌 - dream
第166話・最終話「二人の絆 四魂のかけらを使え！」のエンディングとしても使用された。
「深い森」（第21話 - 第41話）
作詞・作曲 - D・A・I / 編曲 - D・A・I、Seiji Kameda / 歌 - Do As Infinity
「Dearest」（第42話 - 第60話）
作詞・歌 - 浜崎あゆみ / 作曲 - CREA、D・A・I/ 編曲 - Naoto Suzuki
後のTV最終シリーズ『完結編』の第8話にて 「Dearest A Classical version」（編曲 - Yuhei Kobayashi）が浜崎の歌唱無しの伴奏がBGMとして起用された。
「Every Heart -ミンナノキモチ-」（第61話 - 第85話）
作詞 - Natsumi Watanabe / 作曲 - BOUNCEBACK / 編曲 - h-wonder、Asahi Jun / 歌 - BoA
「真実の詩」（第86話 - 第108話）
作詞・作曲 - D・A・I / 編曲 - D・A・I、Seiji Kameda / 歌 - Do As Infinity
「イタズラなKISS」（第109話 - 第127話）
作詞 - misono / 作曲 - Masato Kitano / 編曲 - Mitsuru Igarashi、day after tomorrow / 歌 - day after tomorrow
「Come」（第128話 - 第146話）
作詞・作曲 - Kask Mansson Cunnah / 訳詞 - Yuriko Mori / 編曲 - Cobra Endo / 歌 - 安室奈美恵
「Brand-New World」（第149話 - 第165話）
作詞 - MIZUE / 作曲 - Hiroh Oyagi / 編曲 - Masaki Iehara / 歌 - V6

挿入歌
「卒業 〜さよならは明日のために〜 (ONE VERSION)」
作詞 - Kenn Kato / 作曲 - Ryoki Matsumoto / 編曲 - Kaoru Wada / 歌 - タッキー&翼
第124話「さらば愛しき桔梗よ」で使用された。

#### 編分け
完結編前後から無印作品をネット配信する際、下記のように分類するようになった
- 第1期「出会い編」第1話 - 第44話
- 第2期「成長編」第45話 - 第87話
- 第3期「七人隊編」第88話 - 第126話
- 第4期「激闘編」第127話 - 第167話

日テレプラスでも第○期の表記はないものの上記の編分けを踏襲している。

#### 各話リスト
※ 話数が多いため、伸縮型のメニューとして掲載する。
| 話数    | 放送日          | サブタイトル                         | 脚本     | 絵コンテ                   | 演出              | 作画監督                              | 原作                        |
| ------- | --------------- | ------------------------------------ | -------- | -------------------------- | ----------------- | ------------------------------------- | --------------------------- |
| 第1話   | 2000年 10月16日 | 時代を越えた少女と封印された少年     | 池田成   | 池田成                     | 池田成            | 菱沼義仁                              | 1巻1話-2巻3話               |
| 第2話   | 10月23日        | 四魂の玉を狙う者たち                 | 池田成   | 池田成                     | 池端隆史          | 佐久間信一                            | 1巻1話-2巻3話               |
| 第3話   | 10月30日        | 骨喰いの井戸からただいまっ!          | 隅沢克之 | 石原立也                   | 石原立也          | 池田晶子                              | 1巻1話-2巻3話               |
| 第4話   | 11月6日         | 逆髪の妖魔 結羅                      | 隅沢克之 | 川瀬敏文                   | 山本恵            | 佐久間信一                            | 1巻1話-2巻3話               |
| 第5話   | 11月13日        | 戦慄の貴公子 殺生丸                  | 千葉克彦 | まついひとゆき             | まついひとゆき    | 戸部敦夫                              | 2巻4-10話                   |
| 第6話   | 11月20日        | 不気味な妖刀 鉄砕牙                  | 千葉克彦 | 西森章                     | 菱田正和          | 佐久間信一                            | 2巻4-10話                   |
| 第7話   | 11月27日        | 激対決! 殺生丸VS鉄砕牙!!             | 千葉克彦 | 池田成                     | 森邦宏 鳥羽聡     | 菱沼義仁                              | 2巻4-10話                   |
| 第8話   | 12月4日         | 殿様妖怪 九十九の蝦蟇                | 山田隆司 | 川瀬敏文                   | 池端隆史          | 佐久間信一                            | 3巻1-4話                    |
| 第9話   | 12月11日        | 七宝登場! 雷獣兄弟 飛天満天!!        | 隅沢克之 | 西森章                     | 山本恵            | 滝口禎一                              | 3巻10話-4巻6話              |
| 第10話  | 12月18日        | 妖刀激突! 雷撃刃VS鉄砕牙!!           | 隅沢克之 | まついひとゆき             | まついひとゆき    | 中島理恵                              | 3巻10話-4巻6話              |
| 第11話  | 2001年 1月15日  | 現代によみがえる呪いの能面           | 池田成   | 池田成                     | 石原立也          | 池田晶子                              | 3巻5-9話                    |
| 第12話  | 1月22日         | タタリモッケと小さな悪霊             | 高橋哲子 | 西澤晋                     | 鈴木薫            | 佐藤陵                                | 4巻7-10話                   |
| 第13話  | 1月29日         | 新月の謎 黒髪の犬夜叉                | 千葉克彦 | 石原立也                   | 菱田正和          | 佐久間信一 重田敦司                   | 5巻1-6話                    |
| 第14話  | 2月5日          | 盗まれた桔梗の霊骨                   | 遠藤明範 | 池端隆史                   | 山本恵            | 戸部敦夫                              | 5巻7話-6巻2話               |
| 第15話  | 2月12日         | 悲運の巫女 桔梗復活                  | 遠藤明範 | 石原立也 川瀬敏文          | 石原立也          | 池田晶子                              | 5巻7話-6巻2話               |
| 第16話  | 2月19日         | 右手に風穴 不良法師 弥勒             | 山田隆司 | まついひとゆき             | まついひとゆき    | 野口寛明                              | 6巻3-6話                    |
| 第17話  | 2月26日         | 地獄絵師の汚れた墨                   | 隅沢克之 | 西森章                     | 鈴木薫            | 佐藤陵                                | 6巻6-10話                   |
| 第18話  | 3月5日          | 手を組んだ奈落と殺生丸               | 太田愛   | 竹之内和久                 | 菱田正和          | 中島里恵                              | 7巻1話-8巻4話               |
| 第19話  | 3月12日         | 帰れ、かごめ! お前の時代に           | 太田愛   | 西森章                     | 西森章            | 佐久間信一 重田敦司                   | 7巻1話-8巻4話               |
| 第20話  | 3月19日         | あさましき野盗 鬼蜘蛛の謎            | 山田隆司 | 石原立也                   | 石原立也          | 池田晶子                              | 7巻1話-8巻4話               |
| 第21話  | 4月9日          | 50年前の真実 奈落の正体              | 山田隆司 | 池端隆史                   | 鳥羽聡            | 佐久間信一 重田敦司                   | 7巻1話-8巻4話               |
| 第21話  | 4月9日          | 奈落の真実に迫る桔梗の魂 （※特番時） | 山田隆司 | 池端隆史                   | 鳥羽聡            | 佐久間信一 重田敦司                   | 7巻1話-8巻4話               |
| 第22話  | 4月9日          | 遠藤明範                             | 波多正美 | 山本恵                     | 野口寛明          | 8巻5-10話                             |                             |
| 第22話  | 4月9日          | 遠藤明範                             | 波多正美 | 山本恵                     | 野口寛明          | 8巻5-10話                             | 悪しき微笑 さまよう桔梗の魂 |
| 第23話  | 4月16日         | 遠藤明範                             | 波多正美 | かごめの声と桔梗の口づけ   | 鈴木薫            | 8巻5-10話                             | 佐藤陵                      |
| 第24話  | 4月23日         | 妖怪退治屋 珊瑚登場!                 | 隅沢克之 | 西森章                     | 西森章            | 菱沼義仁                              | 9巻7話-10巻5話              |
| 第25話  | 5月7日          | 奈落の謀略をうち破れ!                | 隅沢克之 | まついひとゆき             | まついひとゆき    | 佐久間信一 重田敦司                   | 9巻7話-10巻5話              |
| 第26話  | 5月14日         | ついに明かされた四魂の秘密           | 隅沢克之 | 波多正美                   | 石原立也          | 池田晶子                              | 10巻5-6話 TVオリジナル      |
| 第27話  | 5月21日         | 水神が支配する闇の湖                 | 高橋哲子 | 波多正美                   | 山本恵            | 中島里恵                              | 10巻7話-11巻2話             |
| 第28話  | 5月28日         | 過酷な罠にかかった弥勒               | 山田隆司 | 西森章                     | 菱田正和          | 佐久間信一 重田敦司                   | 11巻3-7話                   |
| 第29話  | 6月4日          | 珊瑚の苦悩と琥珀の命                 | 遠藤明範 | 西森章                     | 阿部雅司          | 谷圭司                                | 11巻8話-12巻3話             |
| 第30話  | 6月11日         | 盗まれた鉄砕牙 対決 奈落の城!        | 遠藤明範 | 石原立也                   | 石原立也          | 池田晶子                              | 11巻8話-12巻3話             |
| 第31話  | 6月18日         | 心優しき哀愁の地念児                 | 隅沢克之 | 加瀬充子                   | 西森章            | 中島里恵                              | 12巻4-7話                   |
| 第32話  | 6月25日         | 邪気に落ちた桔梗と犬夜叉             | 太田愛   | 波多正美                   | 鳥羽聡            | 佐久間信一 重田敦司                   | 12巻8話-13巻6話             |
| 第33話  | 7月2日          | 囚われた桔梗と奈落                   | 太田愛   | 波多正美                   | 菱田正和          | 菱沼義仁 佐久間信一                   | 12巻8話-13巻6話             |
| 第34話  | 7月9日          | 鉄砕牙と天生牙                       | 山田隆司 | まついひとゆき             | 石原立也          | 池田晶子                              | 13巻6話-14巻3話             |
| 第35話  | 7月16日         | 名刀が選ぶ真の使い手                 | 山田隆司 | 西森章                     | 中山岳洋          | 中山岳洋                              | 13巻6話-14巻3話             |
| 第36話  | 7月23日         | かごめ略奪! 超速の妖狼 鋼牙          | 隅沢克之 | 加瀬充子                   | 青木康直          | 中島里恵                              | 14巻4話-15巻2話             |
| 第37話  | 7月30日         | かごめに惚れたあいつ                 | 隅沢克之 | 加瀬充子                   | 鳥羽聡            | 佐久間信一                            | 14巻4話-15巻2話             |
| 第38話  | 8月6日          | はなれて通うふたりの気持ち           | 山田隆司 | 青木康直                   | 岡田宇啓          | 滝川和男                              | 14巻4話-15巻2話             |
| 第39話  | 8月13日         | 仕組まれた死闘                       | 隅沢克之 | 波多正美                   | 石原立也          | 池田晶子                              | 15巻3-8話                   |
| 第40話  | 8月20日         | 風使い神楽の妖艶なる罠               | 隅沢克之 | 波多正美                   | 菱田正和          | 佐久間信一                            | 15巻3-8話                   |
| 第41話  | 8月27日         | 神楽の舞と神無の鏡                   | 遠藤明範 | 青木康直                   | 鳥羽聡            | 中島里恵                              | 15巻9話-17巻5話             |
| 第42話  | 9月3日          | 破られた風の傷                       | 遠藤明範 | 山中英治                   | 菱川直樹          | 佐久間信一                            | 15巻9話-17巻5話             |
| 第43話  | 9月10日         | ついに折れた鉄砕牙!                  | 高橋哲子 | 西森章                     | 石原立也          | 池田晶子                              | 15巻9話-17巻5話             |
| 第44話  | 9月17日         | 灰刃坊の邪悪な剣                     | 山田隆司 | 石原立也                   | 阿宮正和          | 佐久間信一                            | 15巻9話-17巻5話             |
| 第45話  | 10月8日         | 殺生丸、闘鬼神を振るう               | 武上純希 | 青木康直                   | 佐藤照雄          | 中島里恵                              | 15巻9話-17巻5話             |
| 第46話  | 10月15日        | 獣郎丸と影郎丸                       | 山田隆司 | 加瀬充子                   | 鳥羽聡            | 佐久間信一                            | 17巻6話-18巻2話             |
| 第47話  | 10月22日        | 奈落に残る鬼蜘蛛の心                 | 山田隆司 | 山中英治                   | 阿宮正和          | 荒木英樹                              | 18巻2-8話                   |
| 第48話  | 10月29日        | 出会った場所に帰りたい!              | 山田隆司 | 石原立也                   | 石原立也          | 池田晶子                              | 18巻2-8話                   |
| 第49話  | 11月5日         | 失われた琥珀の記憶                   | 武上純希 | 菱田正和                   | 菱田正和          | 佐久間信一                            | 18巻9話-19巻4話             |
| 第50話  | 11月12日        | あの顔が心から消えない               | 武上純希 | まついひとゆき             | 山本恵            | 中島里恵                              | 18巻9話-19巻4話             |
| 第51話  | 11月19日        | 心を喰われた犬夜叉                   | 武上純希 | 加瀬充子                   | 鳥羽聡            | 佐久間信一                            | 19巻5-9話                   |
| 第52話  | 11月26日        | 止められない! 妖怪の本性             | 武上純希 | 阿宮正和                   | 阿宮正和          | 竹内浩志                              | 19巻5-9話                   |
| 第53話  | 12月3日         | 父の宿敵 竜骨精                      | 隅沢克之 | 石原立也                   | 石原立也          | 池田晶子                              | 19巻9話-20巻4話             |
| 第54話  | 12月10日        | 鉄砕牙の奥義 爆流破                  | 隅沢克之 | 波多正美                   | 山本恵            | 佐久間信一                            | 19巻9話-20巻4話             |
| 第55話  | 12月17日        | 石の花と七宝の初恋                   | 高橋哲子 | 加瀬充子                   | 鳥羽聡            | 菱沼義仁                              | 21巻1-2話                   |
| 第56話  | 2002年 1月14日  | 霧の奥に美女の誘惑                   | 千葉克彦 | 福本潔                     | 福本潔            | 佐久間信一                            | 21巻8-9話                   |
| 第57話  | 1月21日         | すべては桃源郷の夜に（前編）         | 隅沢克之 | 山中英治                   | 阿宮正和          | 竹内浩志                              | 9巻1-7話                    |
| 第58話  | 1月28日         | すべては桃源郷の夜に（後編）         | 隅沢克之 | 石原立也                   | 石原立也          | 池田晶子                              | 9巻1-7話                    |
| 第59話  | 2月4日          | 美少女姉妹の弟子入り志願             | 武上純希 | 加瀬充子                   | 鳥羽聡            | 佐久間信一                            | TVオリジナル                |
| 第60話  | 2月11日         | 黒巫女 五十年の呪い                  | 千葉克彦 | 新留俊哉                   | 小倉宏文          | 中島里恵                              | 20巻4-10話                  |
| 第61話  | 2月18日         | 現れた桔梗と式神使い                 | 武上純希 | 福本潔                     | 福本潔            | 佐久間信一                            | 20巻4-10話                  |
| 第62話  | 3月4日          | 底知れぬ椿の呪縛                     | 隅沢克之 | 阿宮正和                   | 阿宮正和          | 竹内浩志                              | 20巻4-10話                  |
| 第63話  | 3月11日         | 行く手を阻む紅白巫女                 | 千葉克彦 | 石原立也                   | 石原立也          | 池田晶子                              | TVオリジナル                |
| 第64話  | 3月18日         | 多宝塔の巨大な鬼                     | 千葉克彦 | 山本恵                     | 山本恵            | 佐久間信一                            | TVオリジナル                |
| 第65話  | 4月8日          | さらば青春の日々                     | 武上純希 | 加瀬充子                   | 鳥羽聡            | 菱沼義仁                              | TVオリジナル                |
| 第66話  | 4月15日         | 奈落の結界 神楽の決心                | 高橋哲子 | 福本潔                     | 福本潔            | 佐久間信一                            | 21巻3-7話                   |
| 第67話  | 4月22日         | 吹き荒れる裏切りの風                 | 高橋哲子 | 西澤晋                     | 阿宮正和          | 竹内浩志                              | 21巻3-7話                   |
| 第68話  | 5月6日          | 七宝へ怒りの挑戦状                   | 隅沢克之 | 武本康弘                   | 武本康弘          | 池田晶子                              | TVオリジナル                |
| 第69話  | 5月13日         | 顔のない男の恐怖                     | 千葉克彦 | 山中英治                   | 佐藤照雄          | 佐久間信一                            | 21巻10話-22巻5話            |
| 第70話  | 5月20日         | よみがえった鬼蜘蛛の記憶             | 千葉克彦 | 新留俊哉                   | 山本恵            | 中島里恵                              | 21巻10話-22巻5話            |
| 第71話  | 5月27日         | 三つ巴の死闘の果て                   | 千葉克彦 | 波多正美                   | 鳥羽聡            | 佐久間信一                            | 21巻10話-22巻5話            |
| 第72話  | 6月3日          | 刀々斎の珍妙な試練                   | 武上純希 | 福本潔                     | 福本潔            | 竹内浩志                              | TVオリジナル                |
| 第73話  | 6月10日         | 紫織母子とアイツの気持ち             | 大和屋暁 | 石原立也                   | 石原立也          | 池田晶子                              | 22巻6-10話                  |
| 第74話  | 6月17日         | 結界破る赤い鉄砕牙                   | 大和屋暁 | 波多正美                   | 阿宮正和          | 佐久間信一                            | 22巻6-10話                  |
| 第75話  | 6月24日         | 豹猫四天王の陰謀                     | 千葉克彦 | 山中英治                   | 佐藤照雄          | 中島里恵                              | TVオリジナル                |
| 第76話  | 7月1日          | 標的は殺生丸と犬夜叉!                | 千葉克彦 | 山本恵                     | 山本恵            | 佐久間信一                            | TVオリジナル                |
| 第77話  | 7月8日          | 豹猫族とふたつの牙の剣               | 千葉克彦 | 波多正美                   | 鳥羽聡            | 倉田綾子                              | TVオリジナル                |
| 第78話  | 7月15日         | 珊瑚目指してオンリーユー             | 大和屋暁 | 石原立也                   | 石原立也          | 池田晶子                              | TVオリジナル                |
| 第79話  | 7月22日         | 邪見の鉄砕牙ブン取り作戦             | 高橋哲子 | 福本潔                     | 福本潔            | 佐久間信一                            | 23巻1話 TVオリジナル        |
| 第80話  | 7月29日         | 殺生丸とさらわれたりん               | 武上純希 | まついひとゆき             | 阿宮正和          | 中島里恵                              | 23巻1-5話                   |
| 第81話  | 8月5日          | 断ち切れる奈落の行方                 | 武上純希 | 佐藤照雄                   | 佐藤照雄          | 佐久間信一                            | 23巻1-5話                   |
| 第82話  | 8月12日         | 現代と戦国のはざま                   | 大和屋暁 | 山本恵                     | 山本恵            | 菱沼義仁 山本直子                     | 23巻6話                     |
| 第83話  | 8月19日         | 女妖狼族と月虹の約束                 | 高橋哲子 | 石原立也                   | 石原立也          | 池田晶子                              | TVオリジナル 23巻7-9話      |
| 第84話  | 8月26日         | 超速の花嫁候補                       | 高橋哲子 | 山中英治                   | 鳥羽聡            | 佐久間信一                            | TVオリジナル 23巻7-9話      |
| 第85話  | 9月2日          | 邪気が満ちる鬼の首城                 | 武上純希 | 福本潔                     | 福本潔            | 中島里恵                              | 23巻10話-24巻3話            |
| 第86話  | 9月9日          | 依り代の姫の秘密                     | 大和屋暁 | まついひとゆき             | 阿宮正和          | 佐久間信一                            | 23巻10話-24巻3話            |
| 第87話  | 9月16日         | めぐる桔梗の孤独な旅路               | 隅沢克之 | 山中英治                   | 佐藤照雄          | 菱沼義仁 山本直子                     | 23巻9話 TVオリジナル        |
| 第88話  | 10月14日        | 猿神さまの三精霊                     | 千葉克彦 | 石原立也                   | 石原立也          | 池田晶子                              | 24巻4-5話                   |
| 第89話  | 10月21日        | アイツと彼のお見舞い対決             | 千葉克彦 | 山本恵                     | 山本恵            | 佐久間信一                            | TVオリジナル                |
| 第90話  | 10月28日        | 思い切った草太の告白                 | 大和屋暁 | まついひとゆき             | 鳥羽聡            | 中島里恵                              | TVオリジナル                |
| 第91話  | 11月4日         | 怪しい祈祷師と黒い雲母               | 武上純希 | 佐藤照雄                   | 佐藤照雄          | 佐久間信一                            | TVオリジナル                |
| 第92話  | 11月18日        | 復活した者たちの野望                 | 高橋哲子 | 波多正美                   | 阿宮正和          | 荒木英樹                              | TVオリジナル                |
| 第93話  | 11月25日        | 出没する謎の助平法師                 | 大和屋暁 | 石原立也                   | 石原立也          | 池田晶子                              | TVオリジナル                |
| 第94話  | 12月2日         | 四魂の玉を造る者（前編）             | 千葉克彦 | 新留俊哉                   | 鳥羽聡            | 佐久間信一                            | TVオリジナル                |
| 第95話  | 12月9日         | 四魂の玉を造る者（後編）             | 千葉克彦 | 西森章                     | 阿宮正和          | 佐久間信一                            | TVオリジナル                |
| 第96話  | 2003年 1月13日  | 病気になったあの邪見                 | 隅沢克之 | 福本潔                     | 福本潔            | 中島里恵                              | TVオリジナル                |
| 第97話  | 1月20日         | 帰ってこない雲母                     | 大和屋暁 | 山本恵                     | 山本恵            | 佐久間信一                            | TVオリジナル                |
| 第98話  | 1月27日         | 洞窟には桔梗とかごめの二人だけ       | 大和屋暁 | 石原立也                   | 石原立也          | 池田晶子                              | TVオリジナル                |
| 第99話  | 2月3日          | 鋼牙と殺生丸 危険な遭遇              | 千葉克彦 | 新留俊哉                   | 佐藤照雄          | 佐久間信一                            | TVオリジナル                |
| 第100話 | 2月10日         | 悪夢の真実 嘆きの森の戦い            | 隅沢克之 | 山本恵                     | 山本恵            | 菱沼義仁 山本直子                     | TVオリジナル                |
| 第101話 | 2月17日         | あれから七年目のなごり雪             | 武上純希 | 福本潔                     | 福本潔            | 佐久間信一                            | TVオリジナル                |
| 第102話 | 2月24日         | 亡霊に襲われた妖狼族                 | 高橋哲子 | 西森章                     | 鳥羽聡            | 中西麻実子                            | 24巻6話-29巻4話             |
| 第103話 | 3月3日          | よみがえった七人隊                   | 武上純希 | 石原立也                   | 石原立也          | 池田晶子                              | 24巻6話-29巻4話             |
| 第104話 | 3月10日         | しのびよる毒使い 霧骨                | 千葉克彦 | 波多正美                   | 阿宮正和          | 佐久間信一                            | 24巻6話-29巻4話             |
| 第105話 | 3月17日         | 不気味な鋼の重装備                   | 大和屋暁 | 石原立也                   | 佐藤照雄          | 中島里恵                              | 24巻6話-29巻4話             |
| 第106話 | 4月14日         | かごめ、弥勒、珊瑚、絶体絶命         | 武上純希 | 山本恵                     | 山本恵            | 佐久間信一                            | 24巻6話-29巻4話             |
| 第107話 | 4月21日         | 初めてみせる犬夜叉の涙               | 隅沢克之 | 福本潔                     | 福本潔            | 中西麻実子                            | 24巻6話-29巻4話             |
| 第108話 | 4月28日         | けがれなき光の秘密                   | 隅沢克之 | 波多正美                   | 石原立也          | 池田晶子                              | 24巻6話-29巻4話             |
| 第109話 | 5月5日          | 霧に隠れた白霊山へ向かえ             | 大和屋暁 | 加瀬充子                   | 鳥羽聡            | 八崎健二                              | 24巻6話-29巻4話             |
| 第110話 | 5月12日         | 七人隊の首領 蛮骨登場                | 千葉克彦 | 福本潔                     | 阿宮正和          | 中島里恵                              | 24巻6話-29巻4話             |
| 第111話 | 5月19日         | 激突! 蛮竜VS風の傷!                  | 千葉克彦 | 西本由紀夫                 | 佐藤照雄          | 佐久間信一                            | 24巻6話-29巻4話             |
| 第112話 | 5月26日         | 湖面に浮かぶ聖島の結界               | 武上純希 | 山本恵                     | 山本恵            | 中西麻実子                            | 24巻6話-29巻4話             |
| 第113話 | 6月2日          | 聖なる独鈷と即身仏の謎               | 高橋哲子 | 石原立也                   | 石原立也          | 池田晶子                              | 24巻6話-29巻4話             |
| 第114話 | 6月9日          | 鋼牙の孤高なる戦い                   | 大和屋暁 | 加瀬充子                   | 鳥羽聡            | 佐久間信一                            | 24巻6話-29巻4話             |
| 第115話 | 6月16日         | 吸い込まれる黒い光                   | 隅沢克之 | 福本潔                     | 小倉宏文          | 中島里恵                              | 24巻6話-29巻4話             |
| 第116話 | 6月23日         | さらけだされた真実の顔               | 隅沢克之 | 西澤晋                     | 阿宮正和          | 佐久間信一                            | 24巻6話-29巻4話             |
| 第117話 | 6月30日         | 炎の川に消えたアイツ                 | 千葉克彦 | 加瀬充子                   | 佐藤照雄          | 中西麻実子                            | 24巻6話-29巻4話             |
| 第118話 | 7月7日          | 白霊山の奥の奥                       | 大和屋暁 | 石原立也                   | 石原立也          | 池田晶子                              | 24巻6話-29巻4話             |
| 第119話 | 7月14日         | 神々しい悪意の聖者                   | 武上純希 | 山本恵                     | 山本恵            | 佐久間信一                            | 24巻6話-29巻4話             |
| 第120話 | 7月28日         | さよなら蛇骨の鎮魂歌                 | 大和屋暁 | 宮地昌幸                   | 鳥羽聡            | 中島里恵                              | 24巻6話-29巻4話             |
| 第121話 | 8月4日          | 決戦! 最強最後の七人隊               | 千葉克彦 | 西澤晋                     | 小倉宏文          | 佐久間信一                            | 24巻6話-29巻4話             |
| 第122話 | 8月11日         | 強烈蛮竜 白霊山の死闘                | 千葉克彦 | 篠原俊哉                   | 阿宮正和          | 菱沼義仁                              | 24巻6話-29巻4話             |
| 第123話 | 8月18日         | 暗闇の先に新生奈落                   | 隅沢克之 | 石原立也                   | 石原立也          | 池田晶子                              | 24巻6話-29巻4話             |
| 第124話 | 8月25日         | さらば愛しき桔梗よ                   | 隅沢克之 | 加瀬充子                   | 佐藤照雄          | 佐久間信一                            | 24巻6話-29巻4話             |
| 第125話 | 9月1日          | かごめの心の闇                       | 高橋哲子 | 山本恵                     | 山本恵            | 中島里恵                              | 29巻4-8話                   |
| 第126話 | 9月8日          | 心の痛みを勇気にかえろ               | 高橋哲子 | 宮地昌幸                   | 鳥羽聡            | 佐久間信一                            | 29巻4-8話                   |
| 第127話 | 9月15日         | 煮ちゃダメ! 恐怖の干物妖怪           | 千葉克彦 | 西澤晋                     | 阿宮正和          | 中西麻実子                            | TVオリジナル 29巻9話        |
| 第128話 | 10月13日        | 干物妖怪と激闘文化祭                 | 大和屋暁 | 荒谷朋恵                   | 荒谷朋恵          | 池田晶子                              | TVオリジナル 29巻9話        |
| 第129話 | 10月20日        | 猪九戒と略奪された花嫁               | 武上純希 | 福本潔                     | 福本潔            | 佐久間信一                            | TVオリジナル                |
| 第130話 | 10月27日        | 吠えろ七宝奥義 心の傷!               | 千葉克彦 | 川瀬敏文                   | 佐藤照雄          | 中島里恵                              | TVオリジナル                |
| 第131話 | 11月3日         | 観音掛け軸 呪いの罠                  | 隅沢克之 | 山本恵                     | 山本恵            | 佐久間信一                            | 29巻10話-30巻4話            |
| 第132話 | 11月10日        | 弥勒法師のもっとも危険な告白         | 隅沢克之 | 加瀬充子                   | 阿宮正和          | 中西麻実子                            | 29巻10話-30巻4話            |
| 第133話 | 11月24日        | 殺生丸を愛した女                     | 隅沢克之 | 川瀬敏文                   | 鳥羽聡            | 佐久間信一                            | TVオリジナル                |
| 第134話 | 11月24日        | 殺生丸を愛した女                     | 隅沢克之 | 加瀬充子                   | 佐藤照雄          | 中島里恵                              | TVオリジナル                |
| 第135話 | 12月1日         | 弥勒の師匠 最後の宴                  | 大和屋暁 | 荒谷朋恵                   | 荒谷朋恵          | 池田晶子                              | TVオリジナル                |
| 第136話 | 12月8日         | 怪奇透明妖怪現る現る!                | 千葉克彦 | 山本恵                     | 山本恵            | 佐久間信一                            | TVオリジナル                |
| 第137話 | 2004年 1月12日  | ご先祖様の名はかごめ                 | 高橋哲子 | 福本潔                     | 福本潔            | 中西麻実子                            | TVオリジナル                |
| 第138話 | 1月19日         | 妖怪山河ふたりのサバイバル           | 武上純希 | 荒谷朋恵                   | 荒谷朋恵          | 池田晶子                              | TVオリジナル                |
| 第139話 | 1月26日         | 昇雲の滝の大決闘                     | 武上純希 | 宮地昌幸                   | 阿宮正和          | 佐久間信一                            | TVオリジナル                |
| 第140話 | 2月2日          | 永遠の想い 乾坤の薙刀                | 隅沢克之 | 川瀬敏文                   | 鳥羽聡            | 高橋久美子                            | TVオリジナル                |
| 第141話 | 2月9日          | 解き放たれた妖馬炎蹄                 | 大和屋暁 | 佐藤照雄                   | 佐藤照雄          | 佐久間信一                            | 30巻4話-31巻5話             |
| 第142話 | 2月16日         | 暴走炎蹄と戦慄の白童子               | 千葉克彦 | 加瀬充子 川瀬敏文          | 山本恵            | 佐久間信一                            | 30巻4話-31巻5話             |
| 第143話 | 2月23日         | 父を訪ねて三千里                     | 武上純希 | 荒谷朋恵                   | 荒谷朋恵          | 池田晶子                              | 30巻4話-31巻5話             |
| 第144話 | 3月1日          | 宝仙鬼と最後のかけら                 | 隅沢克之 | 加瀬充子                   | 阿宮正和          | 中西麻実子                            | 30巻4話-31巻5話             |
| 第145話 | 3月8日          | あの世との境に異様な門番             | 大和屋暁 | 西森章                     | 鳥羽聡            | 佐久間信一                            | 30巻4話-31巻5話             |
| 第146話 | 3月15日         | 気性荒い鳥使い 阿毘姫                | 千葉克彦 | 荒谷朋恵                   | 石原立也          | 池田晶子                              | 30巻4話-31巻5話             |
| 第147話 | 4月19日         | めぐり逢う前の運命恋歌               | 隅沢克之 | 佐藤照雄 加瀬充子          | 佐藤照雄 阿宮正和 | 菱沼義仁 山本直子 中西麻実            | TVオリジナル                |
| 第148話 | 4月19日         | めぐり逢う前の運命恋歌               | 隅沢克之 | 佐藤照雄 加瀬充子          | 佐藤照雄 阿宮正和 | 菱沼義仁 山本直子 中西麻実            | TVオリジナル                |
| 第149話 | 4月26日         | 波乱を呼ぶ一本の矢                   | 大和屋暁 | 西森章                     | 鳥羽聡            | 佐久間信一                            | 31巻5話-33巻8話             |
| 第150話 | 5月3日          | 聖者を導く不思議な光                 | 武上純希 | 佐藤照雄                   | 佐藤照雄          | 戸部敦夫                              | 31巻5話-33巻8話             |
| 第151話 | 5月10日         | かごめ 本能の選択                    | 隅沢克之 | 加瀬充子                   | 山本恵            | 中西麻実子                            | 31巻5話-33巻8話             |
| 第152話 | 5月17日         | 守れそして奪い取れ!                  | 千葉克彦 | 須永司                     | 阿宮正和          | 佐久間信一                            | 31巻5話-33巻8話             |
| 第153話 | 5月24日         | 運命は残酷な再会                     | 千葉克彦 | 石原立也                   | 石原立也          | 池田晶子                              | 31巻5話-33巻8話             |
| 第154話 | 5月31日         | あの世とつながる妖怪                 | 大和屋暁 | 須永司                     | 小倉宏文          | 佐久間信一                            | 31巻5話-33巻8話             |
| 第155話 | 6月7日          | 四魂のかけらを守る鬼                 | 武上純希 | 佐藤照雄                   | 佐藤照雄          | 中島里恵                              | 31巻5話-33巻8話             |
| 第156話 | 6月14日         | 墓前決戦! 殺生丸VS犬夜叉             | 隅沢克之 | 加瀬充子                   | 鳥羽聡            | 佐久間信一                            | 31巻5話-33巻8話             |
| 第157話 | 6月21日         | 奈落を貫け金剛槍破                   | 大和屋暁 | 川瀬敏文                   | 阿宮正和          | 中西麻実子                            | 31巻5話-33巻8話             |
| 第158話 | 7月5日          | 大暴走無数の妖怪ネズミ               | 千葉克彦 | 石原立也                   | 石原立也          | 池田晶子                              | 33巻8話-34巻3話             |
| 第159話 | 7月12日         | 琥珀の決意と珊瑚の心                 | 千葉克彦 | 西森章                     | 鳥羽聡            | 佐久間信一                            | 33巻8話-34巻3話             |
| 第160話 | 7月26日         | 幸せを呼ぶフタマタ暴力男             | 高橋哲子 | 須永司                     | 佐藤照雄          | 中島里恵                              | 34巻4話                     |
| 第161話 | 8月2日          | 弥勒法師 昔のあやまち                | 大和屋暁 | 加瀬充子                   | 阿宮正和          | 中西麻実子                            | 35巻5-7話                   |
| 第162話 | 8月9日          | 殺生丸様と永遠に一緒                 | 千葉克彦 | 西森章                     | 小倉宏文          | 佐久間信一                            | TVオリジナル                |
| 第163話 | 8月23日         | 琥珀珊瑚雲母 秘密の花園              | 大和屋暁 | 石原立也                   | 石原立也          | 池田晶子                              | TVオリジナル                |
| 第164話 | 8月30日         | 最強の敵 宿り蛹七宝                  | 武上純希 | 山本恵                     | 山本恵            | 佐久間信一                            | 34巻5-6話                   |
| 第165話 | 9月6日          | 奈落を倒す最大の手がかり             | 千葉克彦 | 西澤晋                     | 鳥羽聡            | 佐久間信一                            | 34巻7話-35巻4話             |
| 第166話 | 9月13日         | 二人の絆 四魂のかけらを使え!         | 隅沢克之 | 青木康直 加瀬充子 佐藤照雄 | 佐藤照雄          | 菱沼義仁 戸部敦夫 中島理恵 中西麻実子 | 35巻8話-36巻8話             |
| 第167話 | 9月13日         | 二人の絆 四魂のかけらを使え!         | 隅沢克之 | 青木康直 加瀬充子 佐藤照雄 | 佐藤照雄          | 菱沼義仁 戸部敦夫 中島理恵 中西麻実子 | 35巻8話-36巻8話             |

注釈
- 「VS」は「バーサス」と読む。
- アニメ中盤からその回初登場シーンにキャラ名のテロップがつくようになった（DVDにはない）。

| 読売テレビ制作・日本テレビ系列 月曜19:00 - 19:30枠  | 読売テレビ制作・日本テレビ系列 月曜19:00 - 19:30枠 | 読売テレビ制作・日本テレビ系列 月曜19:00 - 19:30枠   |
| 前番組                                              | 番組名                                             | 次番組                                               |
| --------------------------------------------------- | -------------------------------------------------- | ---------------------------------------------------- |
| 金田一少年の事件簿 （1997年4月7日 - 2000年9月11日） | 犬夜叉 （2000年10月16日 - 2004年9月13日）          | ブラック・ジャック （2004年10月11日 - 2006年3月6日） |

#### 国外放送
| 国         | 放送局         | 放送期間 （無印） | 放送日時              |
| ---------- | -------------- | ----------------- | --------------------- |
| 米国       | アダルトスイム | 2002年9月1日 -    | 日曜 5:00 - 5:59      |
| 台湾       | 台湾電視公司   |                   | 日曜 18:00 - 18:30    |
| フィリピン | GMA 7          |                   | 月 - 金曜 8:30 - 8:55 |

#### ネット配信
「バンダイチャンネル」・「Hulu」・「Amazon Prime Video」・「Netflix」・「ABAMA」・にて配信されている。

V6による第1話 - 第34話のオープニング音楽及び第147話 - 第165話のエンディング音楽、タッキー&翼による124話の挿入歌及び第128話 - 第153話のオープニング音楽は、ジャニーズ事務所の規制により放送当時のものとは異なっている。

#### 映像ソフト化
無印のDVDは2001年5月30日 - 2005年7月27日にavex modeから発売され無印（全9巻）、2章（全10巻）、3章（全10巻）、4章（全5巻）、『特別篇 殺生丸を愛した女』、『特別篇 弐 めぐり逢う前の運命恋歌』、5章（全8巻）、6章（全10巻）、7章（全3巻）と区別されている。
無印のBlu-rayは2021年12月24日に第1期「出会い編」、2022年2月25日に第2期「成長編」、同年3月25日に第3期「七人隊編」、5月27日に第4期「激闘編」とネット配信の際の編分けで本編を16:9上下カットコンバート・HDデジタルリマスター化し新規描き下ろしイラストBOX仕様でavex picturesから発売される。各巻毎に特典DISCと主題歌を省いたオリジナルサウンドトラックCDが付属している。本編DISCのボーナスコンテンツとして各DISCの期間毎の、ノンテロップのOP・ED映像が収録される。
特典DISCには各巻毎のデジタルリマスター化前の本編映像が収録される。OP・EDの画角はメイン・特典問わず本編は特典DISCのみ4:3画角で収録している。
なお本放送に於いて2話を纏めて1時間スペシャルで放送したエピソードを通常通りの1話毎に分割したDVD・ネット配信版に対して本Blu-ray BOXでは本放送時の1時間スペシャル尺での収録となっている。

##### BD BOX
| 巻 | タイトル                                   | 発売日         | 収録話            | 品番         |
| -- | ------------------------------------------ | -------------- | ----------------- | ------------ |
| 1  | 犬夜叉 Complete Blu-ray BOX I -出会い編-   | 2021年12月24日 | 第1話 - 第44話    | EYXA-13496/0 |
| 2  | 犬夜叉 Complete Blu-ray BOX II -成長編-    | 2022年2月25日  | 第45話 - 第87話   | EYXA-13501/5 |
| 3  | 犬夜叉 Complete Blu-ray BOX III -七人隊編- | 2022年3月25日  | 第88話 - 第127話  | EYXA-13506/0 |
| 4  | 犬夜叉 Complete Blu-ray BOX IV -激闘編-    | 2022年5月27日  | 第128話 - 第167話 | EYXA-13511/5 |

### 完結編
原作単行本第37巻から最終第56巻までをベースとした『犬夜叉 完結編』（UK:Inuyasha The Final Act）が、2009年10月より読売テレビを制作局として、一部の日本テレビ系列局で放送された。ハイビジョン制作。全26話。
約35巻分をオリジナルストーリーも加えつつ167話で描いた前期に対し、今期は約20巻分を26話で描く。そのため、残巻の半数を占める魍魎丸との戦いがわずか6話に簡略化されたことに伴って多数のエピソードが省略され、白童子、神楽、赤子、桔梗、鋼牙、神無といった『無印』のレギュラー陣が、倒されて死亡あるいは戦線離脱などによって序盤から退場していく。
次回予告については読売テレビ以外の他局では放送せず、読売テレビ公式サイトにて同じ内容のものが最新話放送後から1週間限定で配信されていた。また、『無印』では提供クレジットのナレーションは犬夜叉役の山口勝平だったが、今期では異なっている。
キャッチコピーは「半妖の犬夜叉と巫女の生まれ変わりのかごめが「四魂の玉」をめぐって仲間たちと共に宿敵・奈落と戦う、恋と冒険の戦国お伽草子!」。

#### スタッフ（完結編）
- 原作 - 高橋留美子
- 原案協力 - 都築伸一郎、林正人、縄田正樹、茂木俊輔、薄谷正和
- 監督 - 青木康直
- 副監督 - 佐藤照雄
- シリーズ構成 - 隅沢克之
- キャラクターデザイン・総作画監督 - 菱沼義仁
- 美術監督 - 池田繁美
- 色彩設計 - 佐藤美由紀
- 撮影監督 - 小川滋見
- 編集 - 鶴渕友彰
- 音響監督 - 鶴岡陽太
- 音楽 - 和田薫
- チーフプロデューサー - 諏訪道彦、富岡秀行
- プロデューサー - 斎藤朋之、浅井認、小形尚弘
- 製作 - 読売テレビ、小学館、サンライズ

#### 主題歌（完結編）
オープニングテーマ
「君がいない未来」
作詞 - Kyasu Morizuki、Tomiko Van、Kano Inoue / 作曲 - Katsumi Ohnishi / 編曲 - Seiji Kameda / 歌 - Do As Infinity
第26話はEDとして使用。

エンディングテーマ
「With you」（第1話 - 第9話）
作詞 - Leonn / 作曲 - Mitsuru Igarashi / 編曲 - ats- / 歌 - AAA
「Diamond」（第10話 - 第17話）
作詞 - Shoko Fujibayashi / 作曲 - Kazuhito Kikuchi / 編曲 - ats- / 歌 - alan
「遠い道の先で」（第18話 - 第26話）
作詞・作曲・歌 - Ai Takekawa / 編曲 - Jun Sato
第26話は「君がいない未来」と「遠い道の先で」を続けてEDとした。

#### 各話リスト（完結編）
| 話数   | 総話数 | サブタイトル          | 脚本     | コンテ         | 演出            | 作画監督                   | 放送日         |
| ------ | ------ | --------------------- | -------- | -------------- | --------------- | -------------------------- | -------------- |
| 第1話  | 168話  | 奈落の心臓            | 隅沢克之 | 青木康直       | 綿田慎也        | 中島里恵                   | 2009年 10月3日 |
| 第2話  | 169話  | 神楽の風              | 隅沢克之 | 青木康直       | 鳥羽聡          | 杉本幸子                   | 10月10日       |
| 第3話  | 170話  | 冥道残月破            | 隅沢克之 | まついひとゆき | 京極尚彦        | 佐久間信一                 | 10月17日       |
| 第4話  | 171話  | 竜鱗の鉄砕牙          | 隅沢克之 | 青木康直       | いわもとやすお  | しまだひであき 小田多恵子  | 10月24日       |
| 第5話  | 172話  | 妖霊大聖の試練        | 隅沢克之 | こだま兼嗣     | 古田丈司        | 中島里恵                   | 10月31日       |
| 第6話  | 173話  | 魍魎丸の最期          | 隅沢克之 | まついひとゆき | 矢野篤          | 藤森雅也                   | 11月7日        |
| 第7話  | 174話  | 梓山の霊廟            | 隅沢克之 | 綿田慎也       | 綿田慎也        | 佐久間信一 斎藤佑          | 11月14日       |
| 第8話  | 175話  | 星々きらめきの間に    | 隅沢克之 | 戸部敦夫       | 鳥羽聡          | 杉本幸子 小磯沙矢香        | 11月21日       |
| 第9話  | 176話  | 冥界の殺生丸          | 隅沢克之 | こだま兼嗣     | 古田丈司        | 佐久間信一 斎藤佑          | 11月28日       |
| 第10話 | 177話  | 悲しみに濡れる花      | 隅沢克之 | 佐藤真人       | 齋藤徳明        | しまだひであき             | 12月5日        |
| 第11話 | 178話  | 神無の墓標            | 隅沢克之 | こだま兼嗣     | 京極尚彦        | 中島里恵                   | 12月12日       |
| 第12話 | 179話  | 珊瑚の想い 弥勒の覚悟 | 隅沢克之 | 小島正士       | 矢野篤          | 藤森雅也                   | 12月19日       |
| 第13話 | 180話  | 完全な冥道            | 隅沢克之 | 加瀬充子       | 鳥羽聡          | 前澤弘美 橘佳良            | 12月26日       |
| 第14話 | 181話  | 奈落の追撃            | 隅沢克之 | 佐藤真人       | 古田丈司        | 佐久間信一 斎藤佑          | 2010年 1月9日  |
| 第15話 | 182話  | 正統なる継承者        | 隅沢克之 | 青木康直       | 綿田慎也        | 中島里恵                   | 1月16日        |
| 第16話 | 183話  | 瞳子の結界            | 隅沢克之 | こだま兼嗣     | 秋田谷典昭      | 杉本幸子                   | 1月23日        |
| 第17話 | 184話  | 曲霊の邪念            | 隅沢克之 | まついひとゆき | 鳥羽聡          | 佐久間信一 斎藤佑          | 1月30日        |
| 第18話 | 185話  | 人生の一大事          | 隅沢克之 | 京極尚彦       | 京極尚彦        | 中島里恵 山本直子 杉本幸子 | 2月6日         |
| 第19話 | 186話  | 琥珀の欠片            | 隅沢克之 | 小島正士       | 矢野篤 根岸宏樹 | 藤森雅也 西岡夕樹          | 2月13日        |
| 第20話 | 187話  | 四魂の玉が完成する時  | 隅沢克之 | こだま兼嗣     | 古田丈司        | 前澤弘美 橘佳良            | 2月20日        |
| 第21話 | 188話  | 奈落の体内へ          | 高橋哲子 | 加瀬充子       | 鳥羽聡          | 佐久間信一 斎藤佑          | 2月27日        |
| 第22話 | 189話  | 奈落 闇の罠           | 隅沢克之 | 佐藤真人       | 佐藤照雄        | 戸部敦夫                   | 3月6日         |
| 第23話 | 190話  | 奈落 光の罠           | 隅沢克之 | こだま兼嗣     | 鳥羽聡          | 佐久間信一 斎藤佑          | 3月13日        |
| 第24話 | 191話  | 奈落 儚き望み         | 隅沢克之 | まついひとゆき | 古田丈司        | 小磯沙矢香                 | 3月20日        |
| 第25話 | 192話  | 届かぬ想い            | 隅沢克之 | 加瀬充子       | 京極尚彦        | 杉本幸子 橘佳良            | 3月27日        |
| 第26話 | 193話  | 明日へ                | 隅沢克之 | 青木康直       | 佐藤照雄        | 菱沼義仁                   | 4月3日         |

#### 放送局（完結編）
| 放送地域   | 放送局         | 放送期間                       | 放送日:                      | 放送系列       | 備考                                     |
| ---------- | -------------- | ------------------------------ | ---------------------------- | -------------- | ---------------------------------------- |
| 関東広域圏 | 日本テレビ     | 2009年10月4日 - 2010年4月4日   | 日曜 2:20 - 2:50（土曜深夜） | 日本テレビ系列 | [ 注釈 11 ]                              |
| 近畿広域圏 | 読売テレビ     | 2009年10月6日 - 2010年3月30日  | 火曜 1:44 - 2:14（月曜深夜） | 日本テレビ系列 | 製作局 MONDAY PARK第1部 ハイビジョン放送 |
| 長野県     | テレビ信州     | 2009年10月9日 - 2010年4月2日   | 金曜 17:20 - 17:50           | 日本テレビ系列 | [ 注釈 12 ]                              |
| 福島県     | 福島中央テレビ | 2009年10月11日 - 2010年4月11日 | 日曜 1:45 - 2:15（土曜深夜） | 日本テレビ系列 |                                          |
| 熊本県     | 熊本県民テレビ | 2009年10月11日 - 2010年4月11日 | 日曜 7:30 - 8:00             | 日本テレビ系列 |                                          |
| 日本全域   | 日テレプラス   | 2010年4月3日 - 9月25日         | 土曜 0:00 - 0:30（金曜深夜） | CS放送         |                                          |
| 広島県     | 広島テレビ     | 2010年4月21日 - 10月13日       | 水曜 1:04 - 1:34（火曜深夜） | 日本テレビ系列 |                                          |

- 関東地区では日本テレビでの放送後、一部独立局でも後日に再放送されている。

ネット配信
| 配信サイト         | 配信期間                       | 備考           |
| ------------------ | ------------------------------ | -------------- |
| バンダイチャンネル | 2009年10月16日 - 2010年4月16日 | 犬夜叉配信ナビ |

| 読売テレビ MONDAY PARK 第1部 | 読売テレビ MONDAY PARK 第1部 | 読売テレビ MONDAY PARK 第1部 |
| 前番組                       | 番組名                       | 次番組                       |
| ---------------------------- | ---------------------------- | ---------------------------- |
| 07-GHOST                     | 犬夜叉 完結編                | WORKING!!                    |

#### 国外放送（完結編）
| 国       | 放送局           | 放送期間 （完結編）            | 放送日時                 |
| -------- | ---------------- | ------------------------------ | ------------------------ |
| アメリカ | Hulu             | 2009年10月3日 -                |                          |
| 台湾     | アニマックス台湾 | 2009年10月10日 - 2010年4月10日 | 土曜 23時30分 - 24時00分 |
| 香港     | アニマックス香港 | 2009年10月10日 - 2010年4月10日 | 土曜 19時30分 - 20時00分 |

## CD
- サウンドトラック
  - 犬夜叉 音楽篇
  - 犬夜叉 音楽篇 弐
  - 犬夜叉 音楽篇 参
  - オリジナルサウンドトラック・ベストアルバム 犬夜叉 音楽撰集
  - オリジナルサウンドトラック・ベストアルバム 犬夜叉 音楽撰集-映画篇-
  - BEST OF INUYASHA 百花繚乱 -犬夜叉テーマ全集-
  - BEST OF INUYASHA 清風明月-犬夜叉テーマ全集 弐-
  - WIND -犬夜叉 交響連歌-
  - 犬夜叉 ベストソング ヒストリー
- ドラマCD
  - 聴くドラマCD〜死を呼ぶ温泉しりとり〜（少年サンデー特製CD・応募者全員サービス）
  - 聴くドラマCD2〜竹取の翁は凶暴じゃった〜（同上）
  - ドラマアルバム「犬夜叉 地獄で待ってた七人隊!」
  - ドラマアルバム2「犬夜叉 嵐と祭りの宝来島!」
  - ドラマアルバムスペシャル 「犬夜叉 紅と白の歌合戦!」 犬夜叉版・殺生丸版
  - 「犬夜叉第559話　あさって」（ワイド版全巻予約特典）
- キャラクターソング
  - キャラクターソングシングル ：蒼き野生を抱いて / 犬夜叉feat.かごめ（山口勝平feat.雪野五月）
  - キャラクターソングシングル ：風のなかへ / 弥勒feat.珊瑚&七宝（辻谷耕史feat.桑島法子&渡辺久美子）
  - キャラクターソングシングル ：業 / 殺生丸feat.邪見&りん（成田剣feat.長島雄一&能登麻美子）
  - キャラクターソングシングル2：たったひとつの約束 / 日暮かごめ篇（雪野五月）
  - キャラクターソングシングル2：落日 / 奈落篇（森川智之）
  - キャラクターソングシングル2：暴れろ!! / 蛮骨&蛇骨篇（草尾毅&折笠愛）

## 書誌情報
- 犬夜叉 テレビアニメ版 小学館〈少年サンデーコミックス ビジュアルセレクション〉、全30巻
  1. 2001年02月01日発売、ISBN 978-4091267511
  2. 2001年02月17日発売、ISBN 978-4091267528
  3. 2001年03月01日発売、ISBN 978-4091267535
  4. 2001年04月01日発売、ISBN 978-4091267542
  5. 2001年05月01日発売、ISBN 978-4091267559
  6. 2001年06月01日発売、ISBN 978-4091267566
  7. 2001年07月01日発売、ISBN 978-4091267573
  8. 2001年08月01日発売、ISBN 978-4091267580
  9. 2001年09月01日発売、ISBN 978-4091267597
  10. 2001年10月01日発売、ISBN 978-4091267603
  11. 2001年11月01日発売、ISBN 978-4091267917
  12. 2001年12月01日発売、ISBN 978-4091267924
  13. 2002年01月01日発売、ISBN 978-4091267931
  14. 2002年02月18日発売、ISBN 978-4091267948
  15. 2002年03月18日発売、ISBN 978-4091267955
  16. 2002年04月18日発売、ISBN 978-4091267962
  17. 2002年05月18日発売、ISBN 978-4091267979
  18. 2002年06月18日発売、ISBN 978-4091267986
  19. 2002年07月18日発売、ISBN 978-4091267993
  20. 2002年08月09日発売、ISBN 978-4091268006
  21. 2002年09月18日発売、ISBN 978-4091268013
  22. 2002年10月01日発売、ISBN 978-4091268020
  23. 2002年11月18日発売、ISBN 978-4091268037
  24. 2002年12月18日発売、ISBN 978-4091268044
  25. 2003年01月18日発売、ISBN 978-4091268051
  26. 2003年02月18日発売、ISBN 978-4091268068
  27. 2003年03月18日発売、ISBN 978-4091268075
  28. 2003年04月18日発売、ISBN 978-4091268082
  29. 2003年05月17日発売、ISBN 978-4091268099
  30. 2003年06月17日発売、ISBN 978-4091268105

- 劇場版テレビ版犬夜叉アニメ全書 小学館〈少年サンデーグラフィック〉
  - 2002年2月1日発売、ISBN 978-4091011671

## 劇場版

### 犬夜叉 時代を越える想い
『犬夜叉 時代を越える想い』（いぬやしゃ ときをこえるおもい）は、2001年（平成13年）12月15日より公開された。
キャッチコピーは「ふたりの想いが新たな奇跡を呼ぶ」。

#### 概要
読売テレビプロデューサー・諏訪道彦は本作のテーマを時代樹と位置付け、強い想いは時代を超えて伝わると言うメッセージを伝えたいと発言している。
『犬夜叉』の映画化企画はテレビ放送の企画と同時進行され、内容や公開時期は初回視聴率次第で検討されていた。しかし蓋を開けてみると東京で17.9%、関西で19.8%と好調であった事から一気に映画化の企画が始動した。
2000年11月時点で映画会社へのアプローチを始め、脚本を担当した隅沢克之は諏訪から「御神木で映画版の話を作れないか」と打診されたのが最初で、2000年年末頃に正式に依頼され、植田益郎とシナリオの打ち合わせをしている。翌2001年1月には監督の篠原俊哉やキャラクターデザインの本橋秀之等の主要スタッフは岩田幹宏との会議の末に決定しており、夏前にはキャラクターデザインが完成した。
原作者・高橋留美子は映画化に際し諏訪に「少年冒険者の王道部分だけは大切にして欲しい」と、篠原に「なるべくシンプルに」とそれぞれ要望している。篠原も余り複雑な物語より王道で分かり易くストレートな話の方が良いとの思想から、シナリオ第一稿は犬夜叉の父と御神木が中心で、現代と過去が複雑に交錯するタイムパラドックス物であったが、少々複雑過ぎる嫌いから修正した上で、本作の骨子が形成される。この時点では親子の因縁話の要素が大きく、犬夜叉の父親話に固執していた篠原は高橋から「その要素はばっさりと無くしても良いのでは」と助言され「あぁ、そうか、そうすればすっきりして、分かり易くなるなぁ」と納得出来、犬夜叉とかごめの関係に重点を置けたと発言している。そして瑪瑙丸が「親殺しの儀式」を行うアイデアの段階で犬夜叉との対比が完成する。それまでのプロットでは瑪瑙丸を復活した飛妖蛾が取り込む案も浮上したが、それでは瑪瑙丸が悲劇の貴公子みたいになるので没となった。そうした対立の構図が第三稿の段階で固定化された。

#### あらすじ
四魂の玉の欠片を探して旅する犬夜叉一行の前に妖怪・瑪瑙丸が現れる。彼の父親はかつて妖怪の大軍団を率いて日本に攻め込んで来た妖怪・飛妖蛾（ひょうが）で、犬夜叉の父親に自分の父親を殺されたことを恨んでやって来たのだった。こうして犬夜叉と瑪瑙丸達の戦いが始まる。しかし、真の目的は別にあり…。

#### オリジナルキャラクター
瑪瑙丸（めのうまる）
声 - 関智一
瑪瑙丸一味の首領。犬夜叉の父に敗れ、時代樹に封印された飛妖蛾の息子。一人称は「私」。武器は長剣。
残忍で尊大な性格で、目的のためには部下であろうと平然と見捨てる他、人間や半妖を見下しており、特に犬夜叉の一族のことは「人間などという愚劣な生き物に骨抜きにされた腑抜けの妖怪共」とまで蔑み、犬夜叉の一族の復讐を望んでいた。
瑠璃と玻璃に殺生丸を襲わせ、天生牙に継承の儀式を行うための力がないと知ると、自ら鉄砕牙を持つ犬夜叉と対峙、重傷を負わせるも、鉄砕牙の結界により自らは使えないと知り、蛾の鱗粉で気絶したかごめをさらって犬夜叉をおびき寄せる材料にした。そして、犬夜叉を利用し飛妖蛾の力を受け継ぐ継承の儀式を行う。また、かごめに埋め込んだ勾玉で彼女を操り、用済みとなった犬夜叉を始末しようとした。村の人々や玻璃の魂、果ては死魂までもを集め最終形態（巨大化）へと変化した。
瑪瑙丸（最終形態）
継承の儀式により巨大化した瑪瑙丸。尊大さに拍車がかかっており、一人称は「私」や「我」。背中の無数の枝が集まったような羽根から大陸の妖怪を多数出現させる他、口からは薄い桃色の光線状の風を放ち、爪を槍のように伸ばすこともでき、更に額の勾玉からは強力な妖気を光線状に放出できる。また、自身の巨大な妖気故に犬夜叉の風の傷を素手で払うことも出来るが、かごめの破魔の矢によって生じる自身の妖気のぶつかり合いの隙間からなら攻撃が通ってしまう。
最初は犬夜叉を圧倒していたが、かごめの破魔の矢によって互角の戦い且つ倒すための突破口を開かれ、最期は渾身で放った光線状の妖気を犬夜叉の爆流破で返され、それでも「おのれ、半妖の分際で…！」と押し切ろうとしたが、爆流破によって通されたかごめの破魔の矢が当たったことで額の勾玉が砕けてしまい、最期は爆流破を押し切れずに喰らい、「何故、人間と半妖などに…？」と言い残して消滅した。
瑠璃（るり）
声 - 椎名へきる
青い髪を団子に結っている女で、額に青い勾玉を持つ。一人称は「私」もしくは「あたし」。武器は妖力で練られた長槍で、毒蛇にも変化させられる。相手の能力を模倣し、自分も使うことができる複写の力を持つ。
弥勒の風穴については、単に便利な能力としか見ておらず、呪いの本質を理解していなかった。
一度目は弥勒の風穴を転写し、弥勒と珊瑚を風穴で吸い込もうとするも楓に妨害され、玻璃と共にその場を離脱。二度目の戦いでは弥勒と互角の接近戦の後、互いに風穴による吸い込みで激突、その最中弥勒を倒すために自ら風穴を槍で傷付けて広げ弥勒の風穴を圧倒し始めたが、それが仇となって自分の風穴が広がり続け、さらに長時間風穴を開き続けたことにより制御が効かず、最期は風穴に吸い込まれて自滅した。
玻璃（はり）
声 - 川上とも子
藤色の長髪を持つ女で、額に白い勾玉を持つ。一人称は「わたくし」で、慇懃無礼な口調で話す。武器は妖力で練られた双剣で、頭に着けた花飾りの花びらを手裏剣のように放つ技も使う。
勾玉を埋め込んだ相手を操る封じ根の力を持つ。雲母を操って従え、かごめには犬夜叉を襲わせた。なお、かごめに封じ根を施そうとした時は勾玉が弾かれたため、瑪瑙丸の血をつけた四魂のかけらと勾玉を融合させて作った赤い勾玉を埋め込んだ。
珊瑚の涙を浴びて正気を取り戻した雲母と珊瑚との激戦の末、体を真っ二つにされるもその状態から再生しようとしたが、最期は瑪瑙丸の継承の儀式のために魂を吸い取られ急激に老化し、自分はまだ戦えることを瑪瑙丸に訴えながら戦いの場から落下していった。
大蠍（おおさそり）
冒頭で犬夜叉一行が戦った妖怪。外見はまさに巨大な蠍で、目の付いた尻尾の先から溶解液を噴射する。弥勒によれば、大陸の妖怪とのこと。
四魂のかけらが尻尾にあることから犬夜叉達と交戦、かごめを欠いた状態で調子が出ない犬夜叉達を圧倒したが、駆けつけたかごめに四魂のかけらの場所を特定され、犬夜叉の風の傷により尻尾が吹き飛び、残った本体は弥勒の風穴に吸い込まれた。

#### スタッフ
- 監督 - 篠原俊哉
- 脚本 - 隅沢克之
- キャラクターデザイン - 本橋秀之、菱沼義仁
- 絵コンテ - 波多正美、矢野博之、今掛勇、篠原俊哉
- 演出 - 波多正美、佐藤豊、阿部雅司、根岸弘樹、小倉宏文
- 演出助手 - 長井龍幸
- 総作画監督 - 本橋秀之
- レイアウトチェッカー - 菊地康仁
- 作画監督 - 小林俊充、川田厚志、柳田義明、関根昌之、浅野文彰、藤森雅也、山形厚史、津幡佳明、向山祐治、筱雅律
- 色彩設定 - 歌川律子
- 色指定 - 野口稔、佐藤丈史、島貫恵美子、田丸雅彦
- 仕上検査 - 杉森司、今川和行、長谷川孝志、森博行、井川麻沙子、針生真由美、宮沢利江、横山さよ子、宮沢昌士、スタジオ九魔、スタジオアルファ、エムアイ
- 特殊効果 - 干場豊、長谷川敏生
- 美術監督 - 石垣努
- 撮影監督 - 白井久男
- 編集 - 鶴渕友影
- 音楽 - 和田薫
- 音響監督 - 鶴岡陽太
- 音響効果 - 森川永子
- プロデューサー - 諏訪道彦、植田益朗、岩田幹宏
- アニメーション制作 - サンライズ
- 製作 - 「犬夜叉」製作委員会（小学館、読売テレビ、サンライズ、小学館プロダクション、日本テレビ、東宝、読売テレビエンタープライズ）

#### 音楽

##### サウンドトラック

###### 収録曲
1. 復活
2. 朝の風景
3. メインタイトル
4. 仕掛けられた罠
5. かごめの手弁当
6. 瑠璃と玻璃
7. 桔梗の予感
8. 御神木
9. 瑪瑙丸
10. 捕らわれのかごめ
11. 珊瑚と弥勒
12. 封印解除
13. 継承の儀式
14. 瑪瑙丸狂乱
15. 奪魂
16. 舎弟八衛門
17. 不屈の犬夜叉
18. 操りの笛
19. かごめと桔梗
20. 時代を越える想い
21. 時代樹暴走
22. 母娘
23. 風穴 対 風穴
24. 珊瑚と雲母
25. 時代を越える想い II
26. ふたたび戦国の世へ
27. 飛妖蛾変化
28. 犬夜叉vs飛妖蛾
29. 決戦の時

##### 主題歌
「no more words」
作詞・歌：浜崎あゆみ / 作曲：CREA、D・A・I / 編曲：Naoto Suzuki、tasuku

#### 書誌情報
- 犬夜叉 時代を越える想い 小学館〈少年サンデーコミックス ビジュアルセレクション〉、上下巻
  - 上巻 2002年8月01日発売、ISBN 978-4091248633
  - 下巻 2002年9月18日発売、ISBN 978-4091248640

### 犬夜叉 鏡の中の夢幻城
『犬夜叉 鏡の中の夢幻城』（いぬやしゃ かがみのなかのむげんじょう）は、2002年（平成14年）12月21日より公開された。
キャッチコピーは「宿敵・奈落との最終決戦! そして恐るべき“かぐや姫伝説”の扉が開く。」。

#### あらすじ
ついに宿敵・奈落を倒した犬夜叉。その直後から満月が何日も続き、奈落の分身・神無と神楽を利用して「天空の姫」と名乗る妖怪・神久夜が復活する。彼女はかつて弥勒の祖父によって封印された妖怪で「天女を喰らい、永遠の命を手に入れた」といい、かごめの神通力に目を付けて彼女を鏡の中の夢幻城に連れ去った。

#### オリジナルキャラクター
神久夜（かぐや）
声 - 原田美枝子
本作の敵で、天女の姿の妖怪。
数々の陰陽術を使い、手に持つ命鏡（みかがみ）で犬夜叉の爆流破を吸収し、周囲に放つ黒い球体や、かごめの破魔の矢を跳ね返したり、犬夜叉を強制的に妖怪化させる幻術や破壊光線も使える。天女の羽衣を得た後は姿を変えて戦闘形態になり、太刀を使って戦ったり、素手で鉄砕牙を防ぐことも可能。
その正体は、天女をつなぎとした妖怪の集合体で、奈落と同類の半妖。奈落と同じく肉体が砕けても直ぐに再生し、また、肉体が完全に消滅しても不老不死の特性で死なない。ただし、奈落や娑蘿姫と異なり肉体が妖怪に変化したりしない。
弥勒の祖父弥萢（みやつ）法師、奈落とはかつて三つ巴の関係。ある日、水浴びをしている最中、所有する天女の羽衣を村人に奪われたことに怒り狂い、盗んだ村人は勿論、関係の無い人間まで次々と殺していったため、弥萢法師によって命鏡の祠に封印された。不老不死の特性を持つ自分が奈落に狙われているのを知っていたため、あえて封印に甘んじて身を潜めていたが、犬夜叉達との戦いで奈落が死んだと思い込み、神楽・神無を引き連れ復活する。かぐや姫が求めた5つの宝物を探しており、それらを富士五湖に沈め、自らの居城「夢幻城」を復活させる。夢幻城を使った時を止める呪法明鏡止水の法で世界を支配しようとし、生きるものを全て滅ぼそうとした。さらに秋時の持つ「天女の羽衣」で完全復活を遂げる。
かごめの潜在的な能力に目をつけ、自分の体を捨てて彼女の体に乗り変えようとした。最期は、琥珀の体内に潜み、自分を吸収しようとした奈落を退けるも、爆流破返しを風の傷とかごめの矢で返されて爆散し、ガス状の霊体になった所を弥勒の風穴に吸い込まれる。
オロチ
一つの胴体に五つの首を持つ巨大な龍。主な攻撃は噛み付きと口からの光弾。犬夜叉の鉄砕牙の風の傷を受けても傷一つ付かないうえ、他の首に敵がはりついても、構わずその首ごと攻撃するなど容赦が無い。
神久夜の居城「夢幻城」を守護しており、城に近づく者を攻撃する。バラバラな攻撃で犬夜叉は爆流波を放てず、更に一つの首にはりついて攻撃を躊躇させようとするも、上記の容赦のなさに苦戦したが、胴体が一つだけであることに気付いた犬夜叉の風の傷と桔梗の破魔の矢を受けて倒された。

#### スタッフ
- 監督 - 篠原俊哉
- 脚本 - 隅沢克之
- キャラクターデザイン - 本橋秀之、菱沼義仁
- アイテムデザイン - 今石進
- 絵コンテ - 篠原俊哉、西澤晋、江口摩吏介、筱雅律
- 演出 - 西澤晋、小倉宏文、西本由紀夫
- 総作画監督 - 本橋秀之
- 作画監督 - 中島里恵、佐藤千春、向山祐治、渡辺純央
- 美術監督 - 石垣努
- 色彩設定 - 歌川律子
- 撮影監督 - 八木寛文
- 編集 - 山森重之
- 音楽 - 和田薫
- 音響監督 - 鶴岡陽太
- プロデューサー - 諏訪道彦、植田益朗、岩田幹宏
- エグゼクティブプロデューサー - 亀井修
- アニメーション制作 - サンライズ
- 製作 - 「犬夜叉」製作委員会（小学館、読売テレビ、サンライズ、小学館プロダクション、日本テレビ、東宝、読売テレビエンタープライズ）

#### 備考
- 『うる星やつら』の登場人物の一人錯乱坊（チェリー）が地蔵として登場。なお、錯乱坊は『らんま1/2』「らんまと九能の初キッス?!」でも地蔵として登場しており、デザインなどもほぼ同様となっている。
- 桔梗役の日髙のり子は、本作のゲストが原田美枝子ということで、アフレコ現場で原田に会うことをとても楽しみにしていたが、原田が多忙であったため別録りとなり、会うことができなかった。
- 本作では殺生丸一行が物語に関与しておらず、EDの静止画にだけ登場している。

#### 音楽

##### サウンドトラック

###### 収録曲
1. 大蜘蛛 〜奈落〜
2. 夜明け
3. メインタイトル
4. 不気味な月
5. 誤解です!
6. 天空の姫 神久夜
7. 北条君登場
8. ツーショット
9. 悟る桔梗
10. 龍首の玉
11. 二人のペンダント
12. 奪われた衣
13. 鏡の中の神久夜
14. 色坊主弥勒
15. 少女と桔梗
16. 北条君のご先祖様
17. 八衛門の反抗?!
18. 姉弟の思い
19. 狙われる燕の子安貝
20. 天女伝説
21. 神久夜の妖力
22. 射貫かれたかごめ
23. 弥勒と珊瑚の再会
24. 解かれた封印
25. かごめ救出
26. オロチvs犬夜叉
27. 神久夜の正体
28. 明鏡止水の法
29. 護身のペンダント
30. 夢幻城
31. 激闘
32. 変化する犬夜叉
33. 祈り、願い
34. 復活
35. 犬夜叉vs神久夜
36. 融喰
37. 戦いの後

##### 主題歌
「ゆらゆら」
作詞：Kaori Mochida / 作曲：Kunio Tago / 編曲：Yasuo Ohtani、Masafumi Nakao、Ichiro Ito / 歌 - Every Little Thing

##### 挿入歌
「愛の謳」
作詞：Kaori Mochida / 作曲：Kunio Tago / 編曲：Akira Murata / 歌 - Every Little Thing

#### 書誌情報
- 犬夜叉 鏡の中の夢幻城 小学館〈少年サンデーコミックス ビジュアルセレクション〉、上下巻
  - 上巻 2003年7月18日発売、ISBN 978-4091248657
  - 下巻 2003年8月08日発売、ISBN 978-4091248664

### 犬夜叉 天下覇道の剣
『犬夜叉 天下覇道の剣』（いぬやしゃ てんかはどうのけん）は、2003年（平成15年）12月20日より公開された。
キャッチコピーは「犬夜叉 vs 殺生丸」。本作では桔梗が物語に関与しておらず、前作の殺生丸とは異なり、EDにも登場していない。

#### あらすじ
犬夜叉が誕生した日、彼の父は妻を救うため人間の武士・刹那猛丸と死闘を繰り広げ、相討ちとなり果てた。その戦いで使われた妖刀は、刀々斎の手により骨喰いの井戸に放り込まれ処分された。
そして現代、日暮神社で発見されたその刀・叢雲牙の目覚めと共に、犬夜叉・殺生丸の兄弟は戦いへと誘われる。

#### オリジナルキャラクター
刹那猛丸（せつなのたけまる）
声 - 松本保典
元は十六夜の家に仕える武士で、彼女に好意を寄せていた。それゆえに彼女が犬夜叉の父との間に子（犬夜叉）を身篭ったことが許せず、自分を咎めた侍女と十六夜を持っていた槍で惨殺（十六夜はその後、天生牙で復活。犬夜叉を連れて脱出に成功する）。燃え盛る炎の中で犬夜叉の父に左腕を切り落とされながらも死闘を繰り広げ死亡。
200年後、叢雲牙によって甦り、殺生丸の左腕を使い天下を獲ろうとする。しかし、犬夜叉の強い人間の心に負け、十六夜を想っていたことを思い出し、成仏する。猛丸は叢雲牙を左手で振るっていたが、これは殺生丸の左腕でなければ、猛丸の体が叢雲牙の力に耐えられないためである（武士は基本的に武器を左手で振るうことは許されない）。
叢雲牙（そううんが）
声 - 立木文彦
鉄砕牙や天生牙と違い、犬夜叉の父が冥加達と出会う以前から元々持っていた妖刀。
野太刀程度の長さと日本刀と同じくらいの身幅を持つ両刃剣で、柄頭には大きな紫色の珠が埋め込まれている。
三界を統べる三剣の一つで、地界（＝冥界）を司る「地の刀」であり、一振りで百体もの亡者を蘇らせることも可能。そのため、「天の天生牙、地の叢雲牙、人の鉄砕牙、この三剣を扱える者はこの世の覇者になれる」とまで言い伝えられている。必殺技は獄龍破。
上述の通りとてつもなく強力な剣だが、太古の悪霊による自我を持ち、邪気・妖気・瘴気と三つもの負の力を宿しているため、犬夜叉の父と殺生丸以外が持てばたちまち悪霊に意思を奪われて破壊と殺戮のみに狂う悪鬼と化す。基本的に使いこなす以外、物理的な封印や破壊する事が実質的に不可能であり、冥界に送り込むことでしか封じる手段が無い。鉄砕牙と天生牙が近くにあると力が弱まるが、その状態でも単独の鉄砕牙と天生牙を凌駕する。
犬夜叉の父の死後、叢雲牙に関する遺言を聞かされなかったため刀々斎達は扱いに悩み、最終的に刀々斎によって骨喰いの井戸に投げ込まれ、以降は日暮家の倉庫に眠っていた。現代になって鞘による封印が弱まり、犬夜叉が手にすると同時に触手が右腕に侵食し同化、彼を強制的に妖怪化させて操り始める。殺生丸との戦い、そして、かごめの決死の制止の甲斐あって犬夜叉から離れて吹き飛んだが、その後、事前に犬夜叉に倒されて亡者化していた雑魚鬼に拾われた際、「こんな奴の体でも無いよりはまし」と操り、「あの世とこの世の境目」に跳んで殺生丸の左腕を回収、次に竹藪に埋葬されている猛丸を「自分を捨てた女（十六夜）と、その女を奪った男の一族を憎め」と言葉巧みに唆して復活させ、彼に殺生丸の左腕を付けさせて自分を持たせて鉄砕牙と天生牙を葬りさろうとした。
猛丸が十六夜の優しさに気付き成仏した後、猛丸の死体を離れて殺生丸の左腕と共に体を構成、冥界の道を開いた後、犬夜叉や殺生丸と激突、鉄砕牙と天生牙が近くにあるために十分な力が出せないものの、バラバラに戦う犬夜叉や殺生丸を相手に優位に立ち、引導を渡そうと最大限の獄龍破を放ったが、鉄砕牙の爆流破と天生牙の蒼龍破に獄龍破を返されたことによって体を壊された上に悪霊が消滅、殺生丸の左腕もろとも冥界へと送られ、封印された。
獄龍破（ごくりゅうは）
刀身に黒い龍を思わせる邪気を纏わせ、それを衝撃波として放つ。
威力は単体で放たれる爆流破、蒼龍破を遥かに上回り、着弾点には凄まじい邪気と妖気が立ち込める。
生ける屍
蒼雲牙の力で動く、自我の無い死体。
凄まじい瘴気を内包しており、弥勒の風穴でこの屍を吸い込むと、彼の体に多大な影響が及んでしまう。弱点は火や法力。
劇中では蒼雲牙に直接切り殺された者、または蒼雲牙の刀身から出る血のような液体が死体に纏わりつくことで生み出される。特に血のような液体によって生み出された屍は再生能力を持つ。
叢雲牙の鞘（そううんがのさや）
声 - 肝付兼太
犬夜叉の父の死後、700年後の現代まで叢雲牙を封印していた鞘。冥加や刀々斎とは昔からの知り合い。
七宝曰く心のささくれた性格。結界を張ることも出来る。とにかく臆病で都合のいいことを並べたてて逃げる上に物忘れが激しすぎるため、刀々斎はおろか冥加ですら「役立たず」と言わしめている。
雑魚鬼（ざこおに）
犬夜叉の放った獄龍破によって目覚めた鬼の妖怪。赤・青・緑色の三体がいる。
犬夜叉に襲いかかるも叢雲牙に切られて死亡、叢雲牙の効力で生ける屍となり、犬夜叉の後を追ってきたかごめ達に襲いかかった。緑色の鬼は弥勒の風穴に吸い込まれ、青色の鬼は珊瑚の飛来骨で真っ二つにされるもそのまま襲いかかったが、かごめの破魔の矢で消滅、残った赤色の鬼は雲母と取っ組み合った末、川に転落し、その場を逃れて何処かへ去ったが、犬夜叉の手から離れて吹き飛ばされた叢雲牙を拾った際に叢雲牙に操られ、以降は叢雲牙を手にした猛丸に従うようになった。犬夜叉達が亡者達と交戦している隙にかごめとりんを猛丸の元へ連れさり、かごめとりんが逃げ出した後も彼女達へ襲いかかったが、最終的に犬夜叉に鉄砕牙で真っ二つにされた。

#### スタッフ
- 監督 - 篠原俊哉
- 脚本 - 隅沢克之
- キャラクターデザイン - 本橋秀之、菱沼義仁
- 絵コンテ - 篠原俊哉、西澤晋、筱雅律
- 演出 - 西澤晋、小倉宏文、成田歳法、高木茂樹、篠原俊哉
- 総作画監督 - 本橋秀之
- 作画監督 - 中島里恵、羽山淳一、長屋侑里子、浜津武広、池平千里、橋本英樹、吉川真一、森下博光、吉崎誠、大浪太
- 美術監督 - 石垣努
- 色彩設定 - 歌川律子
- 撮影監督 - 八木寛文、高橋雄大
- 編集 - 山森重之
- 音楽 - 和田薫
- 音響監督 - 鶴岡陽太
- プロデューサー - 諏訪道彦、植田益朗、岩田幹宏
- エグゼクティブプロデューサー - 亀井修
- アニメーション制作 - サンライズ
- 製作 - 「犬夜叉」製作委員会（小学館、読売テレビ、サンライズ、小学館プロダクション、日本テレビ、東宝、読売テレビエンタープライズ）

#### 音楽

##### サウンドトラック

###### 収録曲
1. 殺生丸と父
2. 十六夜のもとへ
3. 最期
4. メインタイトル
5. おすわり!
6. 母の思い出
7. 魔剣 叢雲牙
8. 叢雲牙の禍
9. 侵蝕
10. 葛藤
11. それぞれの想い
12. 蘇る黒鬼
13. 犬夜叉vs殺生丸
14. 苦闘
15. かごめの叫び
16. 父の剣
17. 復讐の蘇生
18. ばらばらの念珠
19. 叢雲牙の秘密
20. 惨殺
21. 犬夜叉vs殺生丸 II
22. 父への憧憬
23. 亡者の兵
24. 攻め来る軍勢
25. 捕らえられたかごめとりん
26. 危機一髪
27. かけがえのない仲間
28. 命を張った風穴
29. 絆
30. 守るもの
31. 十六夜への想い
32. 冥界への道
33. 激戦
34. 守るものへの力
35. 父への願い

##### 主題歌
「Four Seasons」
作詞：JUSME / 作曲：MONK / 編曲：MONK / 歌 - 安室奈美恵

#### 書誌情報
- 犬夜叉 天下覇道の剣 小学館〈少年サンデーコミックス ビジュアルセレクション〉、上下巻
  - 上巻 2004年7月16日発売、ISBN 978-4091248671
  - 下巻 2004年8月06日発売、ISBN 978-4091248688

### 犬夜叉 紅蓮の蓬莱島
『犬夜叉 紅蓮の蓬莱島』（いぬやしゃ ぐれんのほうらいじま）は、2004年（平成16年）12月23日より公開。本作のみ『劇場版 とっとこハム太郎 はむはむぱらだいちゅ! ハム太郎とふしぎのオニの絵本塔』との同時上映であったが、これは劇場版『とっとこハム太郎』シリーズの同時上映だったゴジラシリーズがこの年で一旦終了したため。本シリーズと『とっとこハム太郎』シリーズもこの年の作品が最終作となる。また、犬夜叉シリーズの曲を複数手掛けているDo As Infinityのボーカル・伴都美子がこの作品でゲスト出演している。
キャッチコピーは「すべてに決着（ケリ）をつけてやる!!」。

#### あらすじ
仲間との旅の途中、犬夜叉は半妖の少女に仲間を助けて欲しいと頼まれる。実は50年前に桔梗とともに行った不老不死の地、蓬莱島で、その少女と会っていたのだ。その少女をきっかけに、犬夜叉たちは四闘神との戦いに巻き込まれていく。

#### オリジナルキャラクター

##### 四闘神（しとうしん）
蓬莱島にいる四人組の妖怪。
かつて、人間と妖怪が平和に暮らしていた蓬莱島を襲撃し、そこに住んでいた多くの人々を虐殺、残された半妖の子供たちを支配した。
犬夜叉の父親とも闘ったことがあるらしく、その力は絶大で、現在は力の大半を封じられても尚、犬夜叉を圧倒出来る程。
龍羅（りゅうら）
声 - 神奈延年
四闘神の首領。犬夜叉に刻印を施した。龍の腕を持ち風刃牙と雷刃牙を持つ二刀流使いでもある。
それぞれの武器には技があり、風刃牙には地龍風隠（地に刺し攻撃を防ぐ技）、雷刃牙には天龍迅雷（天にかざし雷撃を落とす技）である。他にも二本の剣を交差させ竜巻を飛ばすような技がある。本人の力量は龍の腕で金剛槍破を防ぎ、手を使って数人を吹き飛ばす風のような技を使える。
龍羅（第二形態）
犬夜叉の渾身の力を込めた鉄砕牙の一閃で倒された龍羅が、他の倒された四闘神全員の力を取り込んで復活した姿。顔の両側に凶羅と剛羅の顔、四本の腕（もう二本は龍のような腕）と阿修羅のような姿で剛羅の甲羅のような鎧を着ている。剣から電撃や電撃光弾を出したり、凶羅側の口から剛羅の使用した火球を吐いたりすると言った技も使えるようになっている。
驚異的な力で犬夜叉たちを追い詰めたが、蛍から力を受け取ったかごめの破魔の矢と犬夜叉の金剛爆流破の合わせ技で完全に消滅した。
モチーフは戦闘神阿修羅と四神の青龍。
凶羅（きょうら）
声 - 飛田展男
参謀的存在。美男子だが、本性は残酷。殺生丸に刻印を施した。紅邪鬼を殺して奪い取った紅邪鬼扇を使う。
鳥の形をした炎灼熱鳥を操り、村を全滅させた。紅邪鬼扇を使い炎の竜巻を作ることも出来るが殺生丸には全く通用しなかった。その後、力を取り戻した状態で殺生丸と闘った際に彼を自分と同類と言って怒りを買い、最期は連続して地面に放たれた蒼龍破に包囲され倒された。
モチーフは四神の朱雀。
獣羅（じゅうら）
声 - 草尾毅
四闘神では一番の怪力を持つ。頭脳戦は苦手で、肉弾戦が得意。凶羅から渡された（凶羅が斉天を殺して奪い取ってきた）斉天砲を普段の武器として使う。
剛羅と共に弥勒、珊瑚、雲母を迎撃し、風穴によって斉天砲を吸い込まれ、怒って本来の姿を現す。その後、スピードとパワーを活かした肉弾戦で珊瑚たちを追い詰めるも、風穴で剛羅の放った火球を誘導されて喰らい、苦しんでいるところを飛来骨で体を両断されて倒された。
モチーフは四神の白虎。
剛羅（ごうら）
声 - 西前忠久
獣羅の弟で、四闘神では異色の存在。小島ほどある巨体で巨大な亀の姿をしている。甲羅に開いている穴や口からは巨大な火球を飛ばすことが出来る。本当の顔は亀の頭の額にある。
最初の戦いではかごめの破魔の矢で額を射抜かれた後で犬夜叉の風の傷で倒されるが、後に玉匣の箱から力の玉が解放されたことで強化復活し、他の四闘神が全て倒された後に蓬莱島を破壊するために火球を連続で放った。最期は弥勒の錫杖で額にある本当の顔を刺され、犬夜叉の爆流破で倒された。
モチーフは四神の玄武。

##### 蓬莱島の子供たち
蓬莱島に住む半妖の少年少女達。
浅葱（あさぎ）
声 - 折笠富美子
子供たちのリーダー格。少々キツイ雰囲気の少女。
最初は犬夜叉のことを「さん」付けで呼んでいたが、後に仲間と認めたのか「犬夜叉兄ちゃん」と呼んでいた。
緑（ろく）
声 - 木内レイコ
橙とは双子。緑の髪の方。口が悪く犬夜叉を馬鹿にして殴られることも多い。
橙（だい）
声 - 小林ゆう
緑とは双子。オレンジ色の髪の方。口が悪く犬夜叉を馬鹿にして殴られることも多い。
萌黄（もえぎ）
声 - 増田ゆき
おとなしそうな少女。鬼のような妖怪との混血なのか、頭に角がある。
紫苑（しおん）
声 - 清水香里
人見知りの少年。羊の妖怪との混血なのか羊のような角がある。
藍（あい）
声 - 本井えみ
半妖の少女。唯一刻印を持たない。魚の妖怪との混血なのか、耳が魚のひれのようになっている。

##### その他
斉天（せいてん）
声 - 陣内智則
大砲を操る巨漢の妖怪。殺生丸の父に仕えていた妖怪。四闘神の凶羅との戦いで敗死する。
愛砲は斉天砲だったが敗死の際に凶羅に奪われ、彼を介して獣羅の武器にされた。
紅邪鬼（くじゃく）
声 - 斎賀みつき
斉天と同じく殺生丸の父に仕えていた妖怪。四闘神の凶羅との戦いで敗死する。
武器は紅邪鬼扇だったが敗死した際に凶羅に奪われ、彼の武器にされた。
奏姫（かなでひめ）
声 - 伴都美子
蓬莱島の巫女。半妖の子供たちを外部から守るため、島を外界から切り離した。
巫女（みこ）
冒頭にて、球体状の液体の中で眠っていた、桔梗にそっくりな謎の女性。
その正体は、かつて桔梗の血を吸った剛羅が彼女の血から生み出した複製体。玉匣の箱を開けさせるために用意された。本物の桔梗と違い破魔の矢は使わず、代わりに剣で戦う。また、奏姫と同じ服装をしている。
玉匣の箱が外に持ち出されたのを察知した四闘神に目覚めさせられ、犬夜叉達の隙を付いて玉匣の箱を奪取、箱を開放して四闘神達を強化した。その後は四闘神達を追う犬夜叉を追撃、実力的には犬夜叉が有利なものの、桔梗と全く同じ姿に犬夜叉は中々反撃出来ず、剣を弾き飛ばしても止めを指せなかった犬夜叉に抱き付き、そのまま首元を噛み付こうとした寸前、背後から本物の桔梗に矢で射ぬかれて消滅した。
桔梗曰く「出来損ない」であり、桔梗は複製体を相手に心を乱された犬夜叉に「情けない」と一括し、その言葉に犬夜叉は何も言い返せなかった。

#### 用語
蓬莱島
かつて人間と妖怪、半妖が平和に暮らしていた島。外界では生きることが厳しい半妖を守るため、奏姫による結界で外界から切り離されていた。しかし、50年に一度結界が弱まる隙を狙って攻め込んだ四闘神によってほとんどの者が殺された上、四闘神が力を維持するための生贄として窯にくべられ、現在の子供達だけになってしまった。
なお、窯にくべられ死んだ者達の魂はその後も、蛍の光となって子供達を見守っている。
刻印
四闘神によって刻まれる、獣の爪痕のような傷痕。これを刻まれた者は四闘神から逃れることが出来ない。傷痕は４つあり、四闘神が倒される毎に一つ消える。
劇中では、半妖の子供達が島から逃げ出さないよう、四闘神によって藍以外の子供達の背中に刻み込まれた。
玉匣の箱
奏姫が自らの命と引き換えに四闘神の力を封印した箱。強力な結界が張られており、鉄砕牙で破壊することは出来ず、四闘神でさえ手出しが出来ない。開けるには霊力を持つ人間が必要となる。

#### スタッフ
- 監督 - 篠原俊哉
- 脚本 - 隅沢克之
- 助監督 - 小倉宏文
- キャラクターデザイン・総作画監督 - 菱沼義仁
- 絵コンテ - 西本由紀夫、小倉宏文、篠原俊哉、筱雅律
- 演出 - 西本由紀夫、小倉宏文、佐藤照雄、藤森雅也、根岸宏樹、高木茂樹
- 作画監督 - 斉藤久、竹内進二、戸部敦夫、藤森雅也、浅野文彰、西岡夕樹、粟田務、伊藤秀次
- 美術監督 - 石垣努
- 色彩設計 - 歌川律子
- 撮影監督 - 高橋雄大
- 編集 - 山森重之
- 音楽 - 和田薫
- 音響監督 - 鶴岡陽太
- プロデューサー - 諏訪道彦、植田益朗、岩田幹宏
- アニメーション制作 - サンライズ
- 製作 - 「犬夜叉」製作委員会（小学館、読売テレビ、サンライズ、小学館プロダクション、日本テレビ、東宝、読売テレビエンタープライズ）

#### 備考
- 本作では過去三作に登場した冥加が物語に関与しておらず、EDの静止画のラストにのみ登場した（担当声優の緒方は村長役として出演している）。

#### 音楽

##### サウンドトラック

###### 収録曲
1. 時の扉
2. 四闘神
3. オープニングタイトル
4. 蓬莱島の子供たち
5. 剛羅と龍羅
6. 背中の傷
7. 不吉の島 蓬莱島
8. 凶羅襲撃
9. 火を吹く斉天砲
10. 殺生丸vs凶羅
11. 因縁
12. 魂送りの歌
13. 刻印の謎
14. 浅葱の決意
15. 鳴動の釜
16. みんなのために
17. 蛍の光
18. 歌の由来
19. 迫り来る毒虫
20. 護り巫女 奏
21. 釜からの帰還
22. 奪われた玉匣
23. 不機嫌なかごめ
24. 復活 四闘神
25. 珊瑚vs獣羅
26. 決死の風穴
27. 迷いの剣
28. 殺生丸vs凶羅 2
29. 龍羅の殺意
30. 珊瑚と弥勒の作戦
31. 立ちあがる子供達
32. 不屈の闘志
33. 剛羅倒す
34. 最強龍羅
35. 子供達のちから
36. 最終決戦
37. 蓬莱島からの脱出
38. 旅は続く

##### 主題歌
「楽園」
作詞 : Ryo Owatari / 作曲：D・A・I / 編曲：Do As Infinity、Seiji Kameda / 歌 - Do As Infinity

#### 書誌情報
- 犬夜叉 紅蓮の蓬莱島 小学館〈少年サンデーコミックス ビジュアルセレクション〉、上下巻
  - 上巻 2005年7月15日発売、ISBN 978-4091248695
  - 下巻 2005年8月08日発売、ISBN 978-4091248701

## オリジナルビデオアニメ
1. 犬夜叉 スペシャルキャラクターDVD 〜豪華絢爛〜（2006年3月29日）
2. It's a Rumic World 犬夜叉〜黒い鉄砕牙（DVD及びBD、2010年1月29日）（51巻2 - 6、2008年7月30日から高橋留美子展で上映）
It's a Rumic World スペシャルアニメBOX（DVD、2010年1月29日）にも収録（上記の他「うる星やつら」「らんま1/2」のオリジナルアニメも併録）